# Polycarp Nyamuchoncho
Polycarp Nyamuchoncho (ur. ?, zm. w latach 90. XX wieku) – ugandyjski sędzia, w 1980 członek Komisji Prezydenckiej, sprawującej władzę w kraju.
Ukończył studia prawnicze, został sędzią w Sądzie Apelacyjnym. Po obaleniu prezydenta Godfreya Binaisy władzę przejęła początkowo Komisja Militarna, a od 22 maja do 15 grudnia 1980 – Komisja Prezydencka składająca się z trzech sędziów (oprócz Nyamuchoncho także z Saulo Musoke i Yoweri Huntera Wacha-Olwola), która funkcjonowała do czasu przeprowadzenia wyborów prezydenckich. Nyamuchoncho reprezentował w niej Region Zachodni Ugandy. Jej znaczenie polityczne było niewielkie, a władzę w praktyce sprawował Paulo Muwanga.